# Sparre av Fyllingarum
Sparre av Fyllingarum är ett nutida konventionellt namn på en svensk medeltida frälseätt från Östergötland som fått sitt namn efter sin vapensköld med en heraldisk sparre, och från sätesgården Fyllingarum. Ätten, som också ägde Händelö gård, utdog innan Sveriges Riddarhus grundades 1625, varför den aldrig introducerades där som adelsätt. Svenskt Diplomatariums huvudkartotek över medeltidsbreven identifierar Nils Birgersson (Sparre av Fyllingarum) som tillhörig ätten Sparre av Hjulsta och Ängsö, vilket kan tolkas som att ätten Sparre av Fyllingarum kan ses som en utgrening av Sparre av Hjulsta och Ängsö.
Vapen: En heraldisk sparre. (Tinktur enligt ätten Sparre av Hjulsta och Ängsö)

## Historia
Gabriel Anrep identifierade ätten i Svenska adelns ättar-taflor som en gren av Sparre af Rossvik,  medan Svenskt Diplomatariums huvudkartotek över medeltidsbreven identifierar Nils Birgersson som tillhörig ätten Sparre av Hjulsta och Ängsö, vilket kan tolkas som att ätten Sparre av Fyllingarum kan ses som en utgrening av ätten Sparre av Hjulsta och Ängsö. 
På Internet och i litteraturen kallas ätten ibland Sparre af Fyllingarum, vilket är felaktigt, eftersom ätten aldrig introducerats på Riddarhuset, med denna namnform. Ätten kallas långt senare av historiker för Sparre av Fyllingarum, därför att flera av medlemmarna skrev sig till sätesgården Fyllingarum, belägen i Ringarums socken i Östergötland. Ätten hade också på olika sätt anknytning till flera gårdar på dåvarande ön Händelö i Norrköping.

### Fyllingarum
Ett dokument om jordbyte 16 maj 1475 berättar att Nils Birgersson var inblandad i ett jordbyte i Fyllingarum.. Denne Nils Birgersson (född cirka 1350, död 1426) var väpnare och den första Djäken i Strängnäs 1410. . Hans son  Birger Nilsson (död efter 1469) var 1469 häradshövding i Hammarkinds härad och gift med Birgitta.
18 maj 1479 stadfäster deras son väpnaren Nils Birgersson ett dokument skrivet på gården Händelö, i vilket han nämner sin far Birger, och dennes hustru Birgitta.

### Händelö
Ätten ägde även flera gårdar på Händelö, vilka de kommit över via arv från Ingegerd Svantepolksdotter, dotter till Svantepolk Knutsson. Via arv och ägarlängder för Händelö gård, ger arkiven inblick i ätten Sparre av Fyllingarums genalogier. 
Det är okänt hur Ingegerd Svantepolksdotter blev ägare till dåvarande ön Händelö, men hon anges som ägare 1320, utfärdar brev där 30 maj 1322, och hon skriver sig till Händelö 1345 (dominam Ingegerdim de hendelö). Händelö ärvdes till hennes dotter Birgitta Matsdotter (Hjorthorn, Törne Matssons ätt), till dennas sondotter Birgitta Magnusdotter (Porse), död barnlös 1450 i Vadstena. Birgitta Magnusdotter hade ärvt Händelö genom bakarv från Magnus Porses kusin Ingegerd Larsdotter (Sparre av Aspnäs), dotter till Lars Karlsson (Sparre av Aspnäs) i dennes gifte med Birgitta Matsdotter (Hjorthorn, Törne Matssons ätt), änka efter Arvid Kettilsson (Gren), och Ingegerd Larsdotter var alltså Ingegerd Svantepolkdotters dotters dotterdotter. Birgitta Magnusdotter (Porse) överlevde sina makar och barn och med henne utslocknade ätten Porse, vilket förorsakade en komplicerad arvsituation, vilken har utretts av flera historiker, först av Karl Henrik Karlsson i Personhistorisk tidskrift.  
Via Birgitta (Porse)s mors syskon, som tillhörde Sandbroätten ärvdes Händelö till ätten Natt och Dag, och via Märta Lydekadotter (Stralendorp) på Vänngarn (1452), till ätten Banér. Birgitta Isaksdotter (Banér) var i sitt andra gifte med väpnaren och häradshövdingen i Hammarkind Birger Nilsson till Fyllingarum (sparre) (död efter 1469), och Händelö ärvdes 27 oktober 1469 av deras tre barn: Nils, Gertrud och Margareta (Sparre av Fyllingarum).
Deras dotter, Margareta Birgersdotter (sparre) (död mellan 1469 och 1476) var gift med  Joakim Bjönsson (Västerbyätten). Margareta Birgersdotter ärvde alltså den västra gården på ön Hendelö, (Händelö är alltså vid denna tidpunkt en ö) som senare kallas Västerby, (och ännu senare Västerbyholm) vilken används av maken Joakim Bjönsson (Västerbyätten) som sätesgård.
Deras andra dottern, Gertud Birgersdotter (sparre) var omkring 1470 med riddaren Erland Peterson (Bååt), som 1474 skriver sig till Händelö, när han skiftar jord med sina två svågrar.
Gertud Birgersdotter (sparre) och Erland Peterson (Bååt) ärvdes av deras son som 1524 skrev sig Henrik Erlandsson i Fyllingarum.
Från ätten (Sparre av Fyllingarum) ärvdes alltså gården inom ätterna Västerbyätten och Bååt, vidare till Liljesparre, Bielke af Åkerö, åter till Banér och vidare till Thott, Lilliehöök och Sperling. 1789 köps gården av redaren och grossisten Christian Ebersteins vilken övertog gården. 1874 köptes den av textilmagnaten Herman Wahren, efter hans död behöll änkan Emelie egendomen fram till år 1901, då den övergick till Norrköpings stad.

## Släktträd med utvalda medlemmar i urval
1. Birger Gustafsson (sparre) till Fyllingarum. A Vapn, och enligt Gabriel Anrep nämnd 1350—1400.[2]
  1. Märta Birgersdotter. Gift 1375 med Bengt Magnusson i Stenstada (Bengt Svarte (Stenstaätten), som levde 1411. Hon fick i morgongåva två markland jord i Forssa i Stensta socken och en markland jord i Kårstad i Långhundra härad.[2]
  2. Nils Birgersson (sparre), väpnare till Fyllingarum (född cirka 1350, död 1426). Den första Djäken i Strängnäs 1410. [2] [12] Han är fortfarande dkan 1424, [13] men benämns som fordom Dekan i Strängnäs år 1425. [14]
    1. Birger Nilsson (sparre) till Fyllingarum ) (död efter 1469)[8], väpnare och häradshövding i Hammarkinds härad, bar 1440, 1479 häradshövding i Södermanland. Han gav del jord i Falsbarg till Skänninge brödrakloster.[2] Gift med Brita Isaksdotter (Banér) i hennes andra gifte. [8][15]
      1. Nils Birgersson (sparre). [8]
      2. Margareta Birgersdotter (sparre). Död mellan 1469 och 1476. Gift med  Joakim Bjönsson (Västerbyätten). Margareta Birgersdotter (sparre) (död mellan 1469 och 1476) den västra gården på ön (Hendelö är alltså vid denna tidpunkt en ö). Hon ärver den västra gården på ön Hendelö, (Händelö är alltså vid denna tidpunkt en ö) som senare kallas Västerby, (och ännu senare Västerbyholm) vilken används av maken Joakim Bjönsson (Västerbyätten) som sätesgård. [8]
      3. Gertrud Birgersdotter (sparre). Död efter 1471. [8] Gift 1) omkring 1470 med riddaren Erland Peterson (Bååt). Huvudgården i Hendelö (nuvarande Händelö gård) tillfaller (möjligen efter Margaretas död) systern Gertrud Birgersdotter. Maken riddaren Erland Pedersson (Bååt) skriver sig till Händelö 1470. Via deras son Henrik Erlandsson (Bååt) till Fyllingarum, ärvdes godset vidare inom ätten Bååt. [15] Gift 2) med

    2. Magnus Nilsson; Levde 1426.[2]